# Lebaksari (Parakan Salak)
Lebaksari is een bestuurslaag in het regentschap Sukabumi van de provincie West-Java, Indonesië. Lebaksari telt 6530 inwoners (volkstelling 2010).